# Pisachoides transfuga
Pisachoides transfuga är en insektsart som först beskrevs av Fowler 1899.  Pisachoides transfuga ingår i släktet Pisachoides och familjen dvärgstritar. Inga underarter finns listade i Catalogue of Life.